# Kobo Abe
Kobo Abe (安部 公房, Abe Kōbō), pseudónimo de Kimifusa Abe (安部 公房, Abe Kimifusa) (Tóquio, 7 de março de 1924 — Tóquio, 22 de janeiro de 1993), foi um romancista e dramaturgo japonês. Foi um dos líderes do vanguardismo. Seu conhecimento da literatura ocidental, do existencialismo, do surrealismo e do marxismo moldaram sua posição ante aos problemas de perda de identidade no Japão do pós-guerra.
Em sua obra destacam-se o romance Suna Na Onna (「砂の女」 - Mulher Nas Dunas, 1962) e peças teatrais minimalistas, entre elas, Bo Ni Natta Otoko (「棒になった男」 - O Homem que se Transformou num Pau, 1969).

## Biografia
Kobo Abe nasceu em Tóquio e passou a infância e a adolescência na região de Manchukuo, atual Manchúria, então ocupada pelos japoneses, onde seu pai era professor de medicina. A distância do seu país natal propiciou que não tenha desenvolvido laços tão fortes com a cultura nipónica como outros escritores japoneses seus contemporâneos. Em vez disso, o jovem Kobo Abe interessou-se não só pela matemática e pela entomofilia, como também pela filosofia ocidental, sobretudo a de Jaspers, Nietzsche e Heidegger.
Kobo Abe retornaria ao Japão em guerra em 1941, ingressando, dois anos mais tarde, na Universidade de Tóquio como estudante de Medicina. Dado como inapto para o serviço militar devido a problemas respiratórios, regressou à Manchúria e, após a derrota do Japão, foi repatriado juntamente com as tropas em retirada da China. Retomou então o seu curso universitário, mas a experiência da guerra determinou as suas vocações. Licenciou-se em Medicina em 1948, com a promessa de nunca vir a exercer a sua profissão. Em vez disso, decidiu dar início a uma carreira como escritor. Kobo Abe tornou-se membro da tertúlia literária Yoru no kai (�夜の会　- Associação da Noite) liderada por Kiyoteru Hamada, inspirada pela tentativa de fusão da estética surrealista com a ideologia marxista, e a se interessar por teatro e cinema de vanguarda.
A sua primeira obra, uma coletânea de poemas intitulada Mumei Shishu (「無名詩集」 - Poemas de um Poeta Desconhecido), que havia escrito em 1943, foi publicada em edição do autor em 1947. Ganharia uma certa reputação em 1948, com a publicação do romance Owarishi Michi No Shirube Ni (「終りし道の標に」 - O Sinal no Fim da Rua), que não primava pela técnica literária, rígida e formal, mas que assumia uma certa preferência pelo mundo das ideias. Seu experimentalismo foi bem acolhido pelas gerações mais jovens e recebeu prémios pelos seus três contos Akai Mayu (「赤い繭」 - O Casulo Vermelho, 1950), Kabe (「壁」 - O Muro, 1951) e S.Karuma-shi no Hanzai (「S・カルマ氏の犯罪」 - O Crime de S.Karuma, 1951). Por este último, em que utilizou um estilo e um tema de género kafkiano, Kobo Abe foi distinguido com o Prémio Akutagawa, o mais prestigiado prémio literário do Japão.
Essa tendência prosseguiu e veio a caracterizar definitivamente a obra do autor. Assim, em 1959, publicou Daí-Yon Kampyoki ( 「第四間氷期」 - Quarta Era Glaciar Intermédia), um romance complexo, cuja ação decorre no futuro, num Japão ameaçado pelo degelo dos pólos terrestres, e cujas personagens se vão deparando com situações bizarras. Seguir-se-lhe-iam, entre outros, Suna No Onna (「砂の女」 - Mulher Nas Dunas, 1962), sua obra mais conhecida, que seria passado para o cinema pelo realizador Hiroshi Teshigahara, que igualmente adaptaria, em estreita colaboração com Abe, algumas das suas obras posteriores mais celebradas: Tanin No Kao (「他人の顔」 - O Rosto de Outrem, 1964) e Moetsukita Chizu (「燃え尽きた地図」 - O Mapa Arruinado, 1967), obras em que estabelece um panorama da Humanidade cada vez mais alienada e buscando formas incongruentes de reutilização dos objetos de uso quotidiano. Em Hako Otoko (「箱男」 - O Homem-Caixa, 1973), conta a história de um homem que se retira da sua vida normal para se dedicar à observação da azáfama da cidade de Tóquio através de uma caixa de cartão que enfiou na cabeça, e Mikkai (「密会」 - Encontro Secreto, 1977).
Dedicando-se também ao teatro, Kobo Abe tornou-se, na década de 1970 e com a morte de Yukio Mishima, novelista e dramaturgo de forte reputação, proeminente nas décadas precedentes, assegurada por peças como Tomodachi (「友達」 - Amigos, 1967), Bo Ni Natta Otoko (「棒になった男」 - O Homem que se Transformou num Pau, 1969) e The Suitcase (A Mala, 1973). A sua companhia de teatro fez digressões pelos Estados Unidos, chegando a atuar em Nova Iorque.